# مقدمه شاهنامه
چهار مقدمهٔ کلاسیک (به صورت دستنویس) در ابتدای نسخه‌های خطی شاهنامه چاپ شده‌است.
- مقدمهٔ شاهنامهٔ ابومنصوری
- مقدمهٔ نسخهٔ فلورانس یا مقدمهٔ هشتصدساله
- مقدمهٔ سوم یا مقدمهٔ اوسط
- مقدمهٔ بایسنقری

## مقدمهٔ شاهنامهٔ ابومنصوری
کهن‌ترین این مقدمه‌ها مقدمه‌ای است که برای شاهنامهٔ ابومنصوری فراهم شده بود و به قلم ابو منصور معمری نوشته شده‌است. بعدها که فردوسی شاهنامهٔ منظوم را آفرید، مقدمهٔ این شاهنامهٔ منثور را در ابتدای شاهنامهٔ منظوم قرار دادند. و سپس مطالب دیگری بر آن افزوده‌اند. اهمیت دیگر این مقدمه این است که کهن‌ترین اثر منثوری‌است که از زبان پارسی نو به دست ما رسیده است. نمونهٔ متن:

از گردآوریدهٔ ابومنصورالمعمری دستور ابومنصورِ عبدالرزاقِ عبدالله فرخ اول ایدون گوید درین نامه که تا جهان بود مردم گرد دانش گشته‌اند و سخن را بزرگ دشته و نیکوترین یادگاری سخن دانسته‌اند.… و چون مردم بدانست کزوی چیزی نماند پایدار بدان کوشد تا نام او بماند و نشان او گسسته نشود.

## مقدمهٔ نسخهٔ فلورانس
نسخهٔ فلورانس کهن‌ترین و یکی از معتبرترین دستنویس‌های به‌جای‌مانده از شاهنامه‌است. مقدمهٔ آن دومین مقدمه از لحاظ قدمت است. تاریخ کتابت دستنویس ۶۱۴ قمری‌است. اما این مقدمه افتادگی‌های بسیار دارد و آنچه باز مانده‌است کمتر از نصف متن کامل مقدمه‌است. متن کامل مقدمه در نسخه‌ای تحریرشده در ۹۰۳ قمری که در موزهٔ طوپقای‌سرا در استانبول نگاهداری می‌شود موجود است. نمونه‌ای از متن:

ما آمدیم به حدیث فردوسی، بدان و آگاه باش که در آن روزگار دهقان پسری بود در شهر طوس و مالی بسیار داشت و اموالی بی‌اندازه. عاملان و حاسدان جنان‌که هر جا باشند بر وی ظلم می‌کردند و وی را می‌رنجانیدند تا طاقت وی برسید چنان که در آن تدبیر ایستاد که از شهر بگریزد.

## مقدمهٔ سوم
این مقدمه‌ای بوده‌است که تا پیش از کشف نسخهٔ فلورانس از لحاظ قدمت مقدمهٔ دوم بود. یعنی پس از مقدمهٔ شاهنامهٔ ابومنصوری و پیش از مقدمهٔ شاهنامهٔ بایسنقری نوشته شده بود. پس آن را به مقدمهٔ اوسط باز خواندندی. از این مقدمه یک دستنویس در ایران هست که مغلوط است و اصالت خاصی ندارد و تلفیقاتی از مقدمه‌های پیشتر و پستر در آن دیده می‌شود.به هر حال از قرائن زبانی ایدون بر می‌آید که این مقدمه اخیرتر از قرن هشتم هجری نباشد. نمونه‌ای از متن:

بدان که سلطان محمود سبکتکین را بر دو چیز هوس غالب بوده‌است:یکی غزای هندوستان و یکی مجالسه با شاعران. پس یکی از ابنای کرام چند تحفه به نزد سلطان فرستاد. در آن جمله تحفه‌ها یک جز شعر بود که دقیقی شاعر آن را به نظرم آورده بود از بهر سامانیان.

## مقدمهٔ شاهنامهٔ بایسنقری
مقدمه‌ای است که بر شاهنامهٔ بایسنقری نوشته شده‌است و اخیرترین مقدمه‌های چهارگانه‌است.